# 培拉
培拉（希臘語：Πέλλα），又译为佩拉、派拉，是古希臘馬其頓王國的首都。地點位于今日希臘北部中馬其頓大區。

## 歷史
培拉由阿奇拉一世（前413年－前399年）建立，作為王國首都，以取代舊都埃格（現今希臘的維爾吉納）。之後，它成為腓力二世及他的兒子亞歷山大大帝的活動中心。前168年, 培拉遭羅馬人洗劫，國庫被運返羅馬。其後，該城市在一場地震中被摧毀，又在一片頹垣敗瓦中重建。

## 遺址

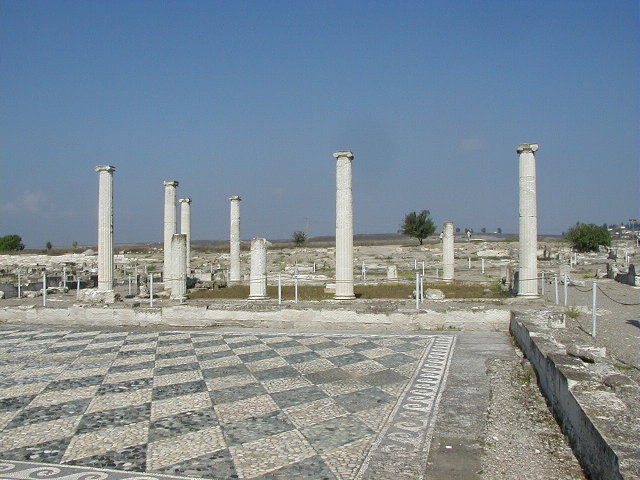
位於希臘培拉的古代馬其頓貴族遺跡，其為礫鑲嵌面的中庭。

### 市區

培拉的概要圖

培拉是興建在Phacos島上的一個山岬上，在希臘化時期它俯視著圍繞城南的濕地及一個流向大海的湖。

### 宮殿
蒂托·李維所記述的城牆只是一部份，城牆包括一個由約50厘米的粗糙磚塊砌成、築在石基上的防禦牆；他們有的在宮殿北面，有的在南面湖邊。防禦牆內，北面有三座小山，宮殿位於中央的山上。
培拉宮殿由好幾組──也許有七組──排成兩列的大型建築群組成，每組包含一系列圍著方形天井的房間，房間們一般都有柱廊。考古學家因此很早便鑑定有一個角力學校及公眾浴池。宮殿正面朝南面向城市，有一條起碼153米長建築於一個2米高的地基上的柱廊。
要確定宮殿建成的日期是有點困難：大型建築物建於腓力二世在位期間，但其他建築物似乎建於更早時期，公眾浴池則建成於卡山德統治期間。
建築群的規模顯示培拉宮殿與維爾吉納宮殿不同，它不祇是皇室的居庭或一個宏偉的紀念館，也同時是政府辦公的地方因而需要為王國中部份的行政機關提供住宿。